# Stachys tenuifolia
Stachys tenuifolia är en kransblommig växtart som beskrevs av Carl Ludwig von Willdenow. Stachys tenuifolia ingår i släktet syskor, och familjen kransblommiga växter. Inga underarter finns listade i Catalogue of Life.

## Bildgalleri

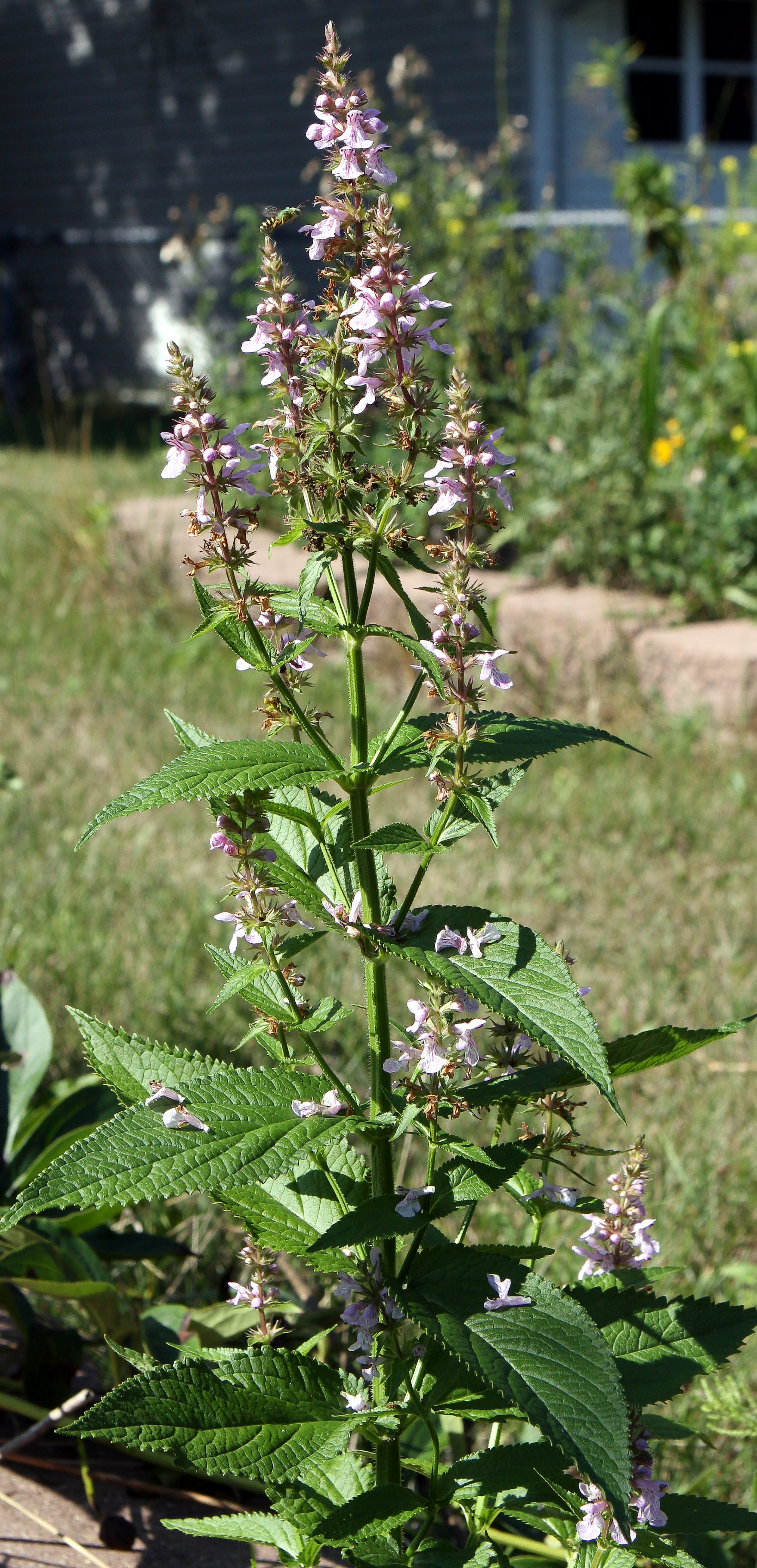